# Sello presidencial de Turquía
El sello presidencial de Turquía es un emblema utilizado para representar al presidente de Turquía. En su centro presenta un sol de 16 puntas que simboliza la República de Turquía. El sol está rodeado por 16 estrellas de 5 puntas que representan los 16 Grandes Imperios Túrquicos de la historia.

## Historia
Los orígenes del sello presidencial y la bandera presidencial de Turquía se remontan a septiembre de 1922 cuando una bandera similar fue utilizada en el automóvil que transportó a Mustafa Kemal Atatürk a Esmirna durante los días finales de la Guerra de Independencia turca. Actualmente, esta bandera se encuentra en exhibición en el Museo de Anıtkabir en Ankara. Las características y proporciones de la bandera presidencial fueron formalizadas con la ley Sancak Talimatnamesi el 22 de octubre de 1925. Conforme a esta normativa, las dimensiones del sello presidencial fueron establecidas en "70 cm × 70 cm", mientras que el sol en el centro (de apariencia similar al actual) era una estrella de 20 puntas con 10 rayos de borde afilado y 10 de borde ovalado. Las dimensiones de "70 cm × 70 cm" del sello presidencial fueron mantenidas en la Ley de la Bandera Turca del 29 de mayo de 1936 pero posteriormente fueron reducidas a "30 cm × 30 cm" con una enmienda legal promulgada el 14 de septiembre de 1937. El número de rayos en el sol del sello presidencial fue reducido a 16 (8 largos y 8 cortos, todos con bordes afilados) para simbolizar los 16 estados túrquicos históricos mediante otra modificación legal el 18 de febrero de 1978. La forma y proporciones actuales del sello y la bandera fueron establecidas con la última enmienda legal del 25 de enero de 1985.
Los 16 Grandes Imperios Túrquicos son un concepto panturquista introducido en 1969 por Akib Özbek. Su asociación con el sello presidencial se formalizó en 1985 durante la presidencia de Kenan Evren. Antes de esta afirmación, se consideraba que las 16 estrellas representaban los 16 beylicatos medievales que sucedieron al Imperio selyúcida.

## Medidas

Construcción gráfica del emblema

Las 16 estrellas están alineadas con un ángulo de 22,5 grados y rodean equidistantemente el sol. Un borde de cada estrella apunta hacia el centro del sol. La unidad de medida del sello es el diámetro del círculo que rodea los bordes de cualquiera de las 16 estrellas (A). La longitud de los rayos del sol, la distancia entre los rayos y los bordes de las estrellas, como el diámetro del círculo exterior se determinan en función de la unidad A.

### Colores
Los colores negro exacto, dorado y rojo a utilizar en el emblema están especificados conforme a las regulaciones oficiales.
| Nombre             | PMS   |   | RGB | RGB | RGB       | RGB     | CMYK | CMYK | CMYK | CMYK |
| Nombre             | PMS   | R | G   | B   | 8-bit hex | C       | M    | Y    | K    |      |
| ------------------ | ----- | - | --- | --- | --------- | ------- | ---- | ---- | ---- | ---- |
| Negro              |       |   | 0   | 0   | 0         | #000000 | 0    | 0    | 0    | 100  |
| Lámina de Oro Mate |       |   | 192 | 181 | 68        | #C0B544 | 18   | 23   | 71   | 8    |
| Rojo Pantone       | 032 C |   | 242 | 0   | 0         | #F20000 | 5    | 100  | 100  | 0    |

## Galería

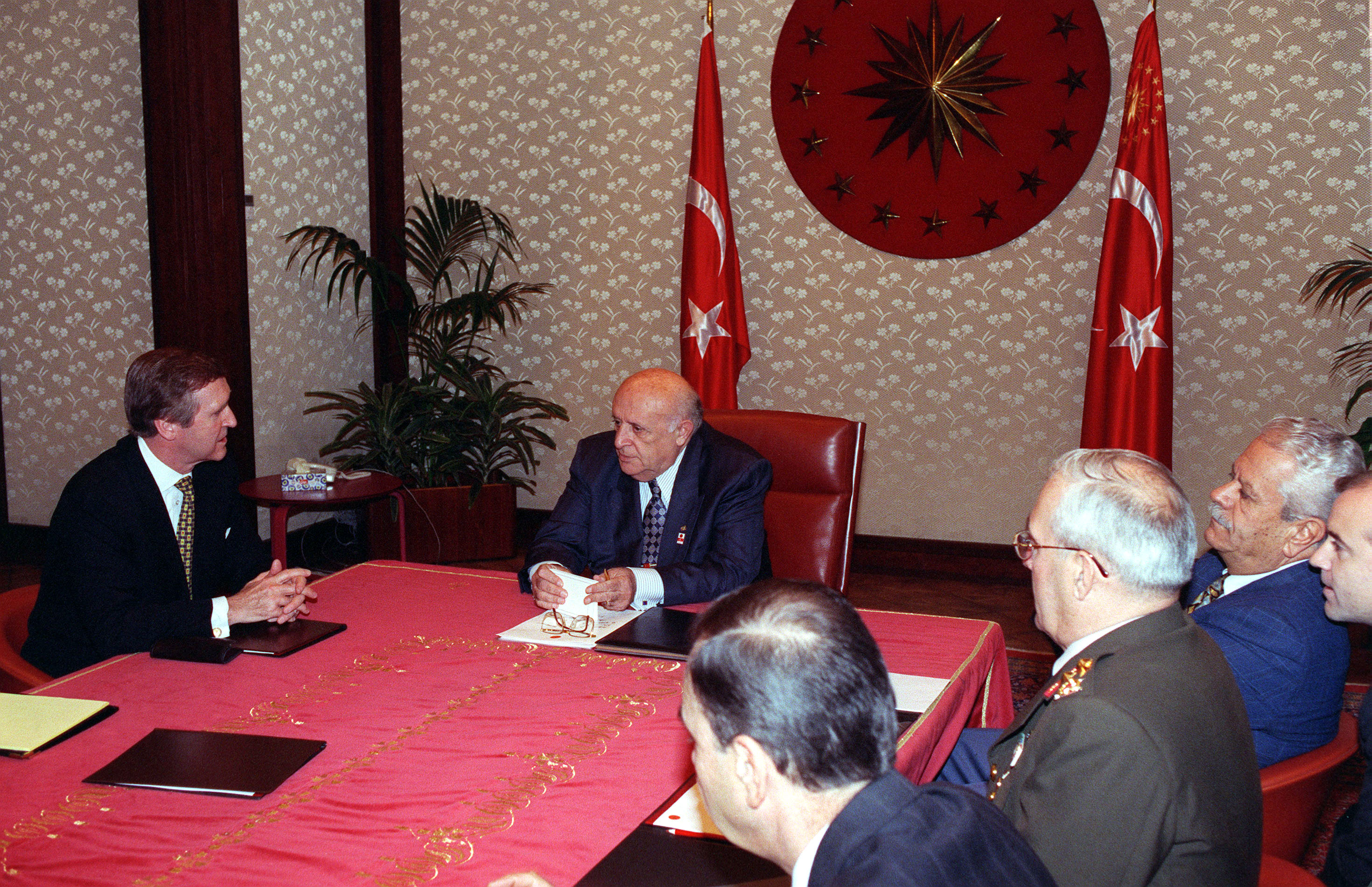
El sello presidencial detrás de Süleyman Demirel (1998)
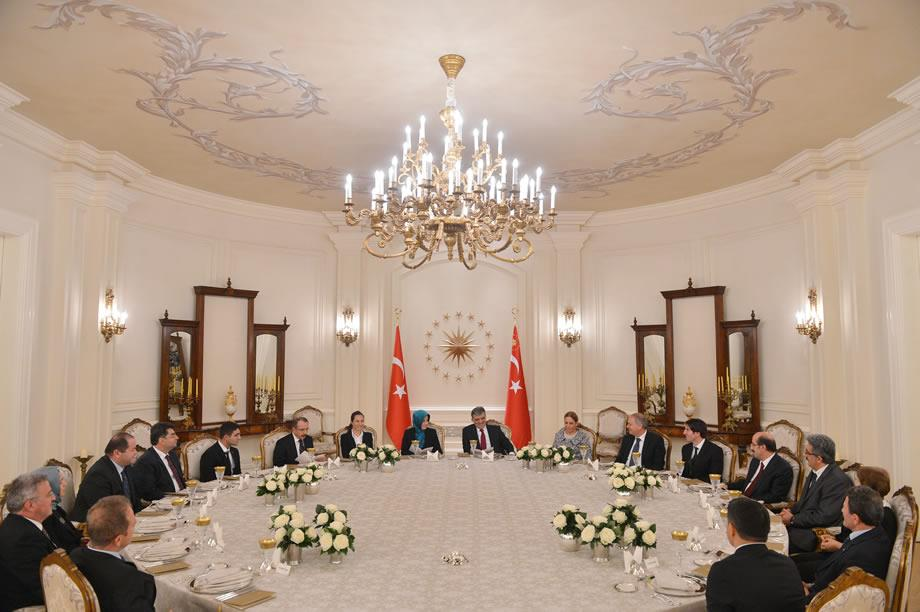
El sello presidencial detrás de Abdullah Gül (2013)
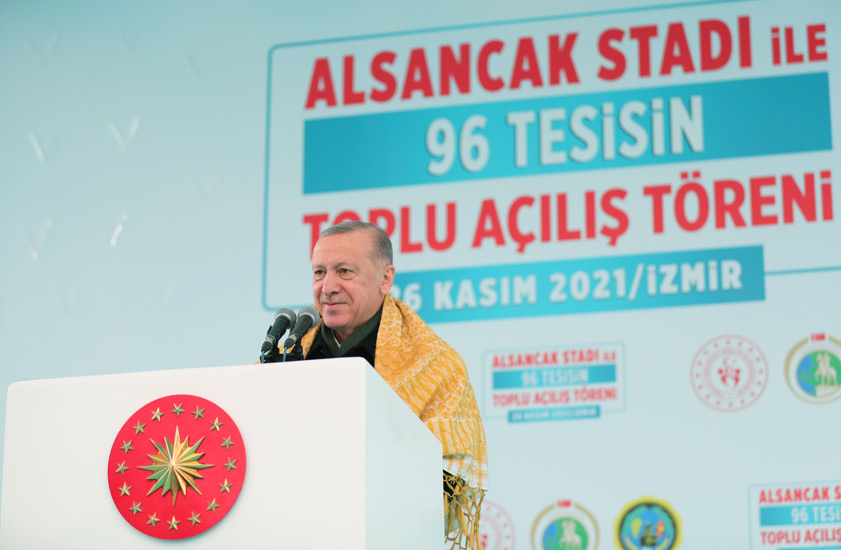
El sello presidencial en un atril frente al presidente Recep Tayyip Erdoğan (2021)